# Марк Юний Пера
Марк Юний Пера (на латински: Marcus Iunius Pera) e политик на Римската република през 3 век пр.н.е. и син на Децим Юний Пера (консул 266 пр.н.е.).

## Политическа кариера
През 230 пр.н.е. той е избран за консул заедно с Марк Емилий Барбула и двамата се бият против лигурите. През 225 пр.н.е. е цензор с колега Гай Клавдий Центон.
През 216 пр.н.е. е номиниран за диктатор (rei garendae causa) след битката при Кана. Бие се против бунтуващите се картагенци. В края на 216 пр.н.е. избират още един диктатор, Марк Фабий Бутеон, за да попълни намалените редове от сенатори.